# Cyndie Allemann

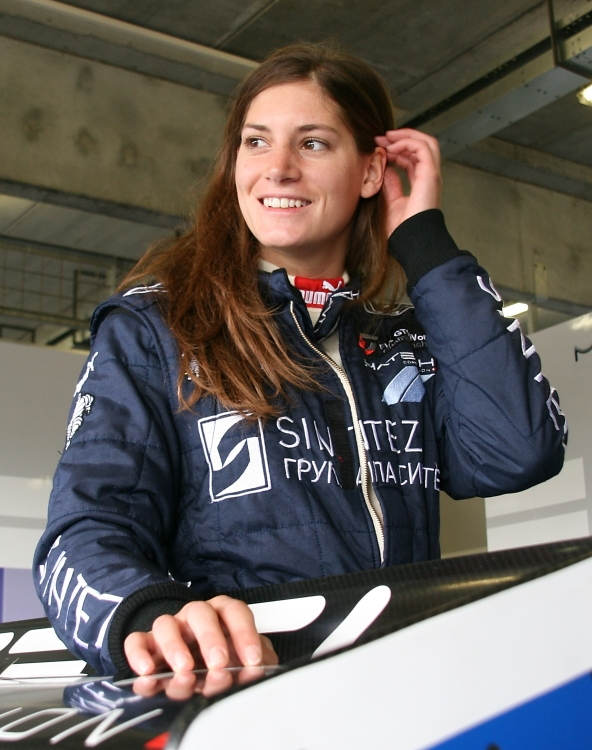
Cyndie Allemann

Cyndie Sophie Allemann (* 4. April 1986 in Moutier) ist eine Schweizer TV-Moderatorin, Unternehmerin und ehemalige Rennfahrerin.

## Karriere als Rennfahrerin

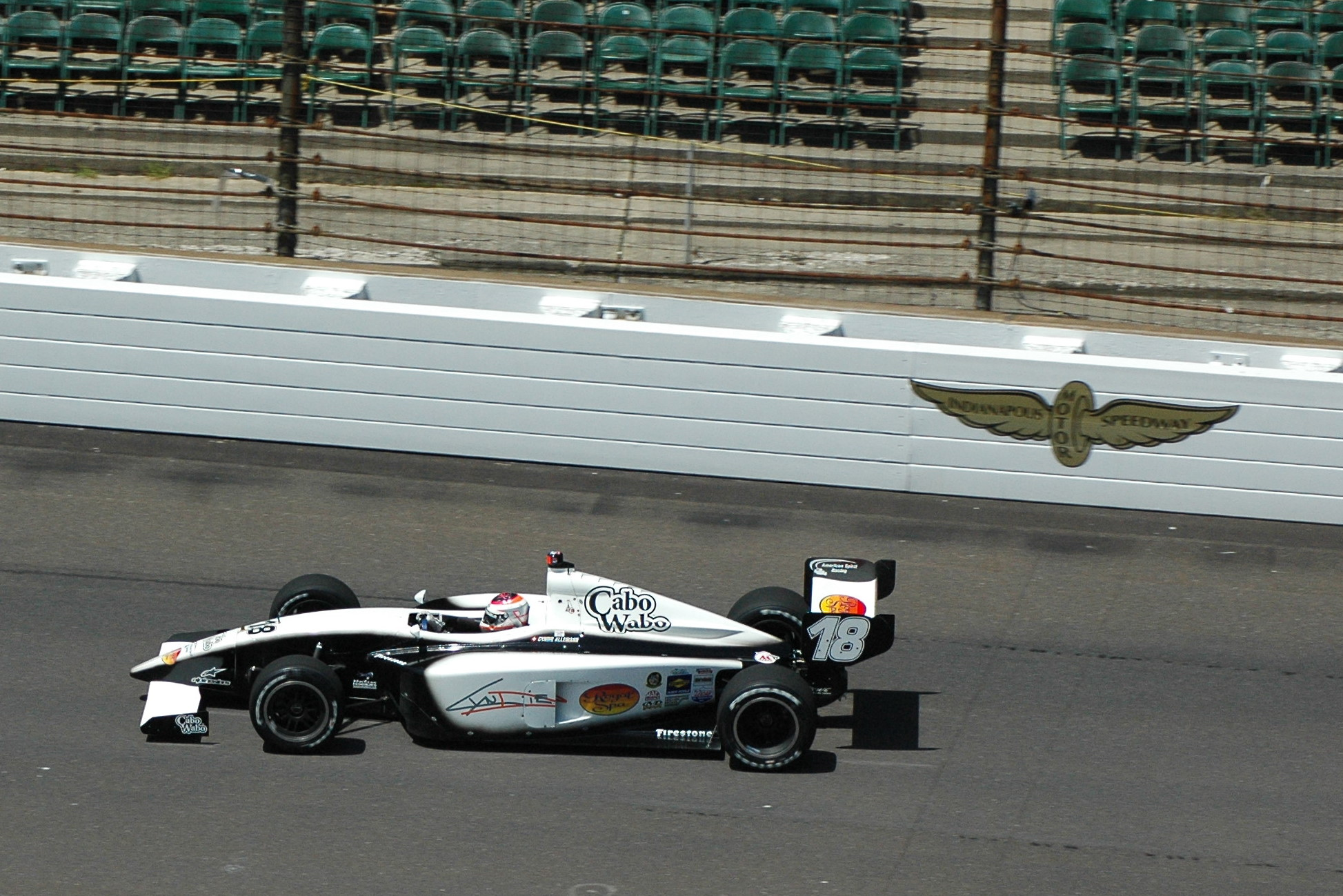
Cyndie Allemann fuhr 2008 in der Indy Lights

Allemann begann ihre Motorsportkarriere 1994 im Kartsport, in dem sie 1999 in ihrer Altersklasse Schweizer- sowie Europameisterin wurde und bis 2003 aktiv war. 2004 wechselte sie in den Formelsport und wurde Sechste der Schweizer Formel Renault. Nachdem sie 2004 an vier Rennen der deutschen Formel Renault teilgenommen hatte, fuhr sie 2005 die komplette Saison und belegte den zwölften Gesamtrang. Ausserdem startete sie im Formel Renault 2.0 Eurocup, in dem sie ohne Punkte blieb. 2006 wechselte sie in den deutschen Formel-3-Cup und beendete die Saison mit zwei Podest-Platzierungen auf dem neunten Gesamtrang. 2007 erhielt sie bei Manor Motorsport ein Cockpit in der Formel-3-Euroserie. Während ihre Teamkollegen mehrfach Podiumsplatzierungen erreichten und sogar Rennen gewannen, konnte Allemann bei keinem Rennen Punkte einfahren. In der Gesamtwertung belegte sie den 20. Platz. 2008 verliess Allemann Europa und trat für American Spirit Racing in der Indy Lights an. Mit einem vierten Platz als bestes Resultat wurde sie 14. in der Gesamtwertung. 2009 erhielt sie kein Cockpit für eine komplette Saison und nahm nur an zwei Rennen der ADAC GT Masters teil. 2010 erhielt sie abermals kein Cockpit für eine komplette Saison und trat für Matech Competition im Ford GT1 bei zwei Rennen der neuen FIA-GT1-Weltmeisterschaft an. Ausserdem debütierte sie für Matech Competition beim 24-Stunden-Rennen von Le Mans. 2012 startete sie für das Audi-Kundenteam Hitotsuyama Racing in der japanischen Super GT sowie für Craft Eurasia Racing in der Malaysischen Super Serie, wo sie ein Rennen auf dem Sepang International Circuit gewann. Nachdem sie 2013 lediglich in der VLN Langstreckenmeisterschaft Nürburgring gefahren war und am 24-Stunden-Rennen auf dem Nürburgring teilgenommen hatte, beendete sie ihre aktive Motorsport-Karriere. Später konstatierte sie «Ich habe es nicht geschafft als professionelle Rennfahrerin […] bin aber überhaupt nicht enttäuscht.»

## Karriere als Moderatorin
Bei einem Casting wurde sie 2011 als Moderatorin für die TV-Sendung Auftrag Auto mit Alexander Wesselsky auf Sport1 ausgewählt. 2013 wechselte sie als Co-Moderatorin und Testfahrerin zur Sendung Grip auf RTL II. Zudem präsentiert sie seit März 2019 die Autosendung GO! Das Schweizer Mobilitätsmagazin, das zunächst auf Teleclub Zoom ausgestrahlt wurde und aktuell auf blue Zoom zu sehen ist. Außerdem ist sie Schweizer Markenbotschafterin des Unternehmens Leaseplan sowie seit 2022 des Schmierstoff-Herstellers EMKA Oil.

## Privates
Cyndie Allemann lebt mit ihrem Lebensgefährten und den zwei gemeinsamen Söhnen in Bremgarten AG. Dort arbeitet sie als Geschäftsführerin bei der Spirit Karting AG, dem Unternehmen ihres Bruders Ken Allemann.

## Statistik

### Karrierestationen
- 1994–2003: Kartsport
- 2004: Schweizer Formel Renault (Platz 6)
- 2005: Deutsche Formel Renault (Platz 12); Formel Renault 2.0 Eurocup
- 2006: Deutscher Formel-3-Cup (Platz 9)
- 2007: Formel-3-Euroserie (Platz 20)
- 2008: Indy Lights (Platz 14)
- 2009: ADAC GT Masters
- 2010: FIA-GT1-Weltmeisterschaft
- 2011: 24-Stunden-Rennen von Dubai
- 2012: Super GT (Japan)
- 2013: 24-Stunden-Rennen auf dem Nürburgring

### Le-Mans-Ergebnisse
| Jahr | Team               | Fahrzeug | Teamkollege | Teamkollege      | Platzierung | Ausfallgrund  |
| ---- | ------------------ | -------- | ----------- | ---------------- | ----------- | ------------- |
| 2010 | Matech Competition | Ford GT1 | Rahel Frey  | Natacha Gachnang | Ausfall     | Fahrzeugbrand |

## Belege
1. 1 2  Cyndie Allemann – Mami mit Speed-Leidenschaft. In: GO! Das Schweizer Mobilitätsmagazin. 24. Oktober 2021, abgerufen am 8. Dezember 2021.
2. 1 2  Herbie Schmidt: «Wenn du den Helm auf dem Kopf hast, unterscheiden sich Frauen nicht mehr von Männern». In: Neue Zürcher Zeitung. 3. Januar 2020, abgerufen am 8. Dezember 2021.
3. 1 2  Sarah Huber: Cyndie Allemann gibt als Mama und Moderatorin Vollgas. In: Schweizer Illustrierte. 6. März 2019, abgerufen am 8. Dezember 2021.
4. ↑  LeasePlan: Cyndie Allemann weiter an Bord. In: autosprint.ch. 13. August 2020, abgerufen am 8. Dezember 2021.
5. ↑  Cyndie Allemann – Willkommen im Team. Abgerufen am 15. Januar 2024.

| Personendaten    | Personendaten                                       |
| ---------------- | --------------------------------------------------- |
| NAME             | Allemann, Cyndie                                    |
| ALTERNATIVNAMEN  | Allemann, Cyndie Sophie                             |
| KURZBESCHREIBUNG | Schweizer TV-Moderatorin und ehemalige Rennfahrerin |
| GEBURTSDATUM     | 4. April 1986                                       |
| GEBURTSORT       | Moutier, Schweiz                                    |